# Resupinammina
Resupinammina es un género de foraminífero bentónico de la subfamilia Trochamminellinae, de la familia Trochamminidae, de la superfamilia Trochamminoidea, del suborden Trochamminina, y del orden Trochamminida. Su especie tipo es Resupinammina scotiaensis. Su rango cronoestratigráfico abarca el Holoceno.

## Discusión
Clasificaciones previas incluían Resupinammina en el suborden Textulariina del orden Textulariida. Otras clasificaciones lo han incluido en el orden Lituolida.

## Clasificación
Resupinammina incluye a las siguientes especies:
- Resupinammina scotiaensis
- Resupinammina simplex